# Tapinocyba bilacunata
Tapinocyba bilacunata är en spindelart som först beskrevs av Ludwig Carl Christian Koch 1881.  Tapinocyba bilacunata ingår i släktet Tapinocyba och familjen täckvävarspindlar.
Artens utbredningsområde är Tyskland. Inga underarter finns listade i Catalogue of Life.